# Adrian Braunbehrens
Hans Adrian von Braunbehrens (* 1. Juni 1934 in Hamburg) ist ein deutscher Philologe, der sich als Hebelforscher und Herausgeber der historisch-kritischen Ausgabe der sämtlichen Schriften Johann Peter Hebels einen Namen machte.

## Leben
Braunbehrens wurde als zweiter Sohn des Freiburger Röntgenologen Hans von Braunbehrens (1901–1983) und dessen Frau Gerda, geb. von Bültzingslöwen geboren. Er besuchte die Reformschule Birklehof,  dort freundete er sich mit seinem Klassenkameraden Karl-Heinz Bohrer an, der ihn in seinem Erzählband Granatsplitter (2012) porträtierte. Anschließend studierte er Volkswirtschaftslehre in Heidelberg und Freiburg sowie Politische Wissenschaft bei Dolf Sternberger in Heidelberg. Er lebt als Privatgelehrter in Heidelberg. Braunbehrens war Gründungsmitglied des Instituts für Textkritik Heidelberg.
Er ist Anteilseigner der Krauss-Maffei Wegmann, von 1983 bis 2009 war er dort Aufsichtsratsmitglied.
Der Musikwissenschaftler Volkmar Braunbehrens und der Maler Burkhart Braunbehrens sind seine Brüder.

## Schriften
- Deutsche Übersetzungen der „Essais“ des Michel de Montaigne. In: Aus dem Antiquariat, Jg. 2005, Nr. 6, S. 433–443.
- Kalender im Wandel der Zeiten. Ausstellungskatalog der Ausstellung zur Erinnerung an die Kalenderreform durch Papst Gregor XIII im Jahr 1582. Badische Landesbibliothek, Karlsruhe 1982.

als Herausgeber
- Johann Peter Hebel: Sämtliche Schriften. Historisch-kritische Gesamtausgabe, hrsg. von Adrian Braunbehrens
  - Bd. 2: Erzählungen und Aufsätze. Teil 1: Die Beiträge für den badischen Landkalender und für den Kalender des Rheinländischen Hausfreundes auf die Jahre 1803–1811, 1990.
  - Bd. 3: Erzählungen und Aufsätze. Teil 2: Die Beiträge für den Kalender des Rheinländischen Hausfreundes auf die Jahre 1812–1819. Sonstige Prosa, 1990.
  - Bd. 5: Biblische Geschichten, 1991.
  - Bd. 6: Predigten und Predigtentwürfe. Teil 1: Predigten, 2010.
  - Bd. 7: Predigten und Predigtentwürfe. Teil 2: Predigtentwürfe, 2010.
  - Bd. 8: Theologische Schriften, 2013.
- (mit Peter Pfaff) Der Statthalter von Schopfheim / Der Spaziergang an den See. Vorstudie zur Historisch-kritischen Gesamtausgabe, 1988.